# Njia ya Mtoni
Njia ya Mtoni è una circoscrizione rurale (rural ward) della Tanzania situata nel distretto di Kaskazini B, regione di Zanzibar Nord. Conta una popolazione di 1 548 abitanti (censimento 2012).